# Амань
Ама́нь (фр. Amagne) — коммуна во Франции, находится в регионе Шампань — Арденны. Департамент — Арденны. Входит в состав кантона Ретель. Округ коммуны — Ретель.
Код INSEE коммуны — 08008.
Коммуна расположена приблизительно в 175 км к северо-востоку от Парижа, в 65 км севернее Шалон-ан-Шампани, в 33 км к юго-западу от Шарлевиль-Мезьера.

## Население
Население коммуны на 2008 год составляло 695 человек.
| 1962 | 1968 | 1975 | 1982 | 1990 | 1999 | 2008 |
| ---- | ---- | ---- | ---- | ---- | ---- | ---- |
| 718  | 744  | 645  | 572  | 612  | 705  | 695  |

## Администрация
| Период | Период | Фамилия          | Партия | Должность |
| ------ | ------ | ---------------- | ------ | --------- |
| 1953   | 1967   | Луи Жасон        |        |           |
| 1967   | 1995   | Поль Шмитт       |        |           |
| 1995   | 2008   | Пьер-Жерар Брага |        |           |
| 2008   |        | Лоран Детрюмель  |        |           |

## Экономика
В 2007 году среди 420 человек в трудоспособном возрасте (15—64 лет) 297 были экономически активными, 123 — неактивными (показатель активности — 70,7 %, в 1999 году было 62,5 %). Из 297 активных работали 264 человека (154 мужчины и 110 женщин), безработных было 33 (15 мужчин и 18 женщин). Среди 123 неактивных 40 человек были учениками или студентами, 27 — пенсионерами, 56 были неактивными по другим причинам.

## Достопримечательности
- Церковь Сен-Мартен[фр.] (XIII век). Исторический памятник с 1910 года.[3]

## Фотогалерея

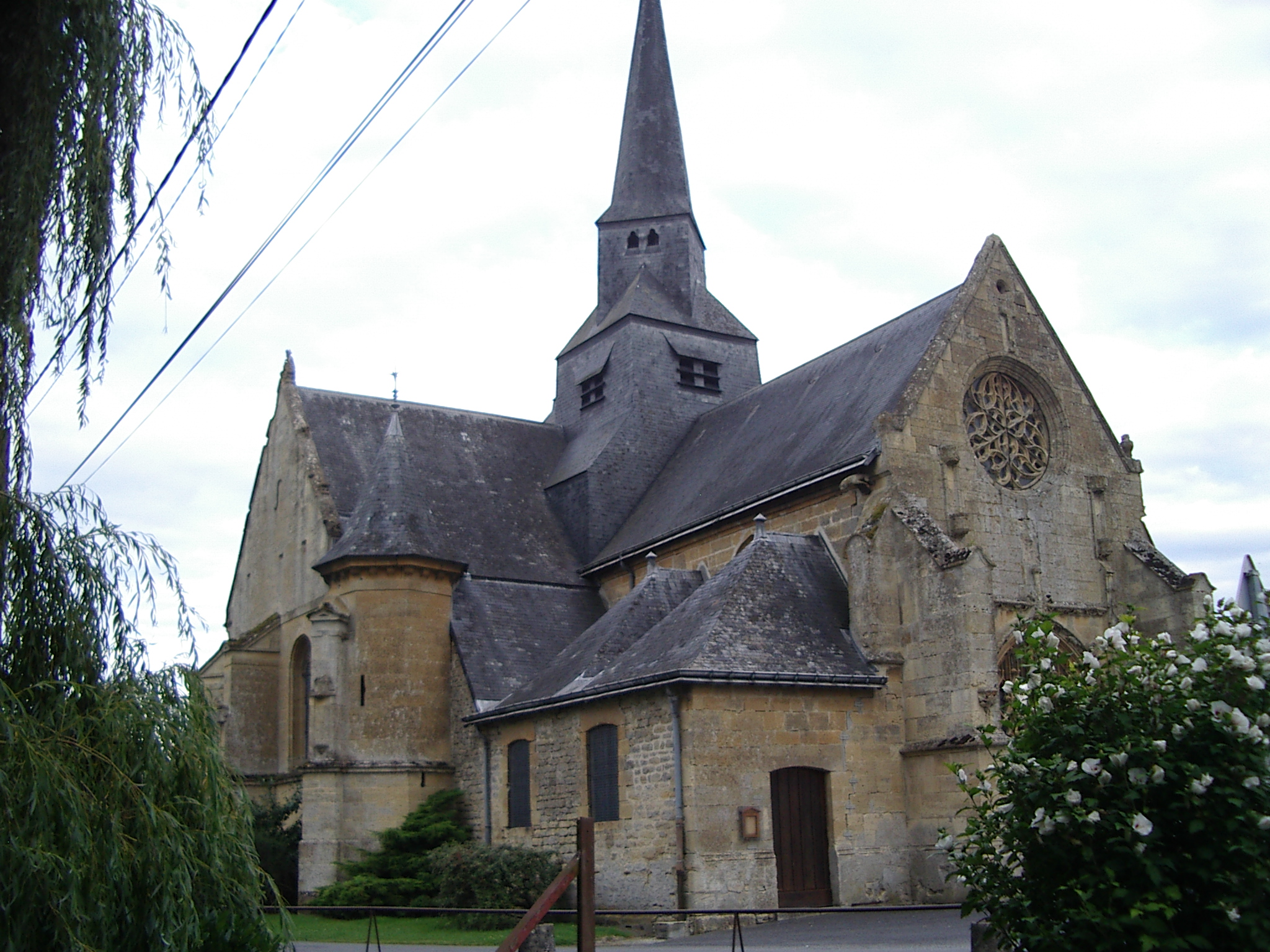
Церковь Сен-Мартен
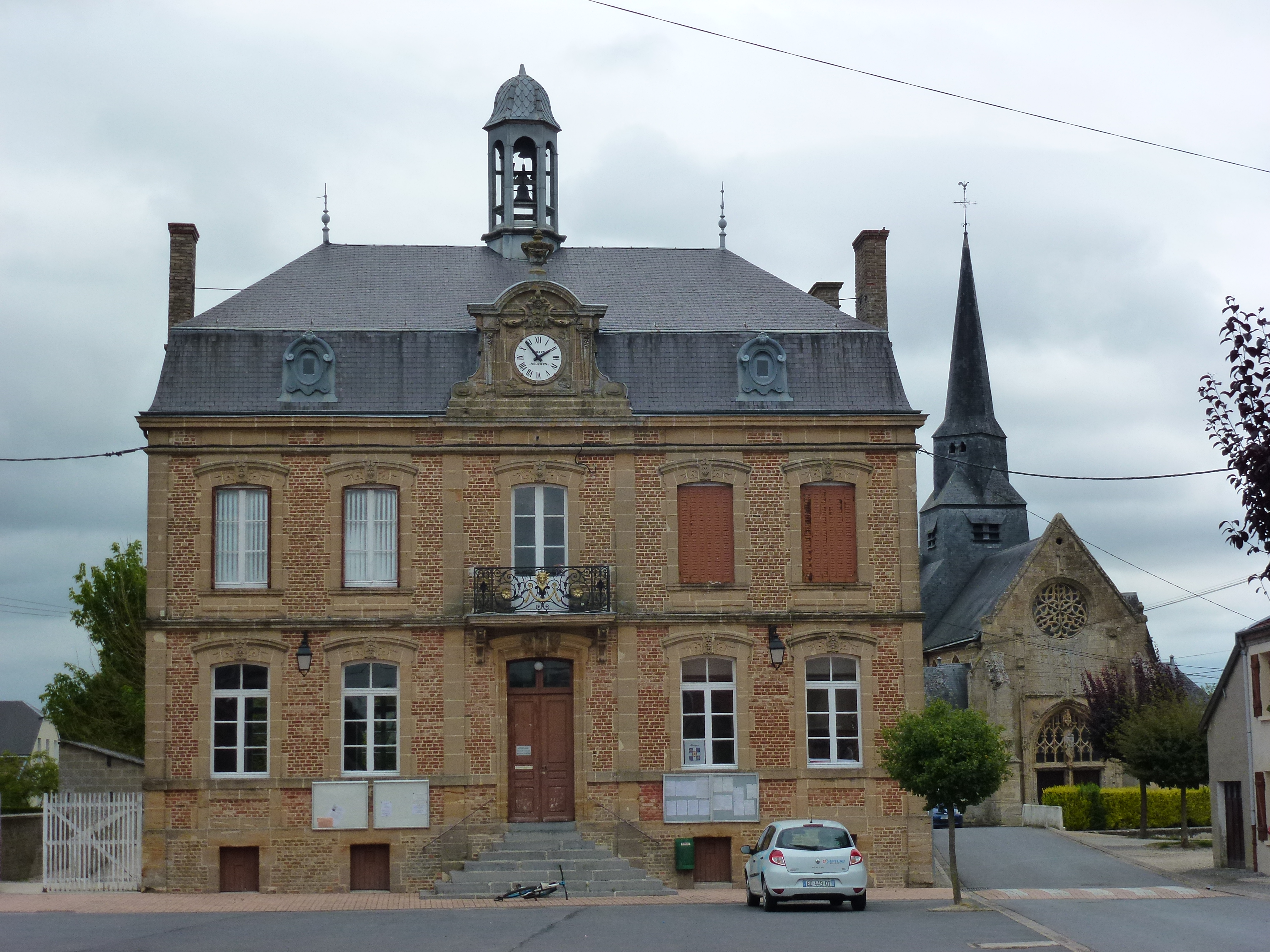
Мэрия
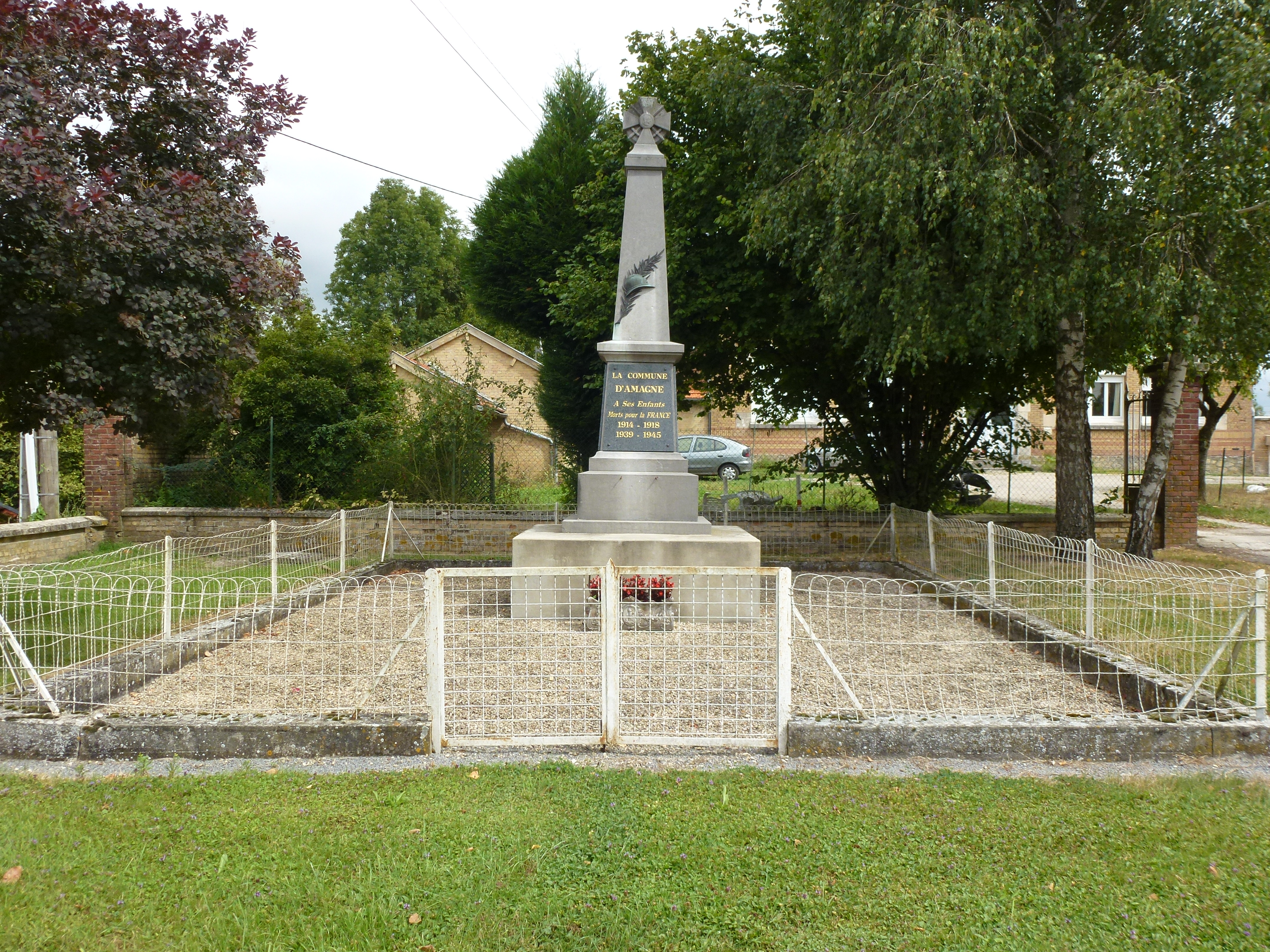
Памятник погибшим в Первой и Второй мировых войнах
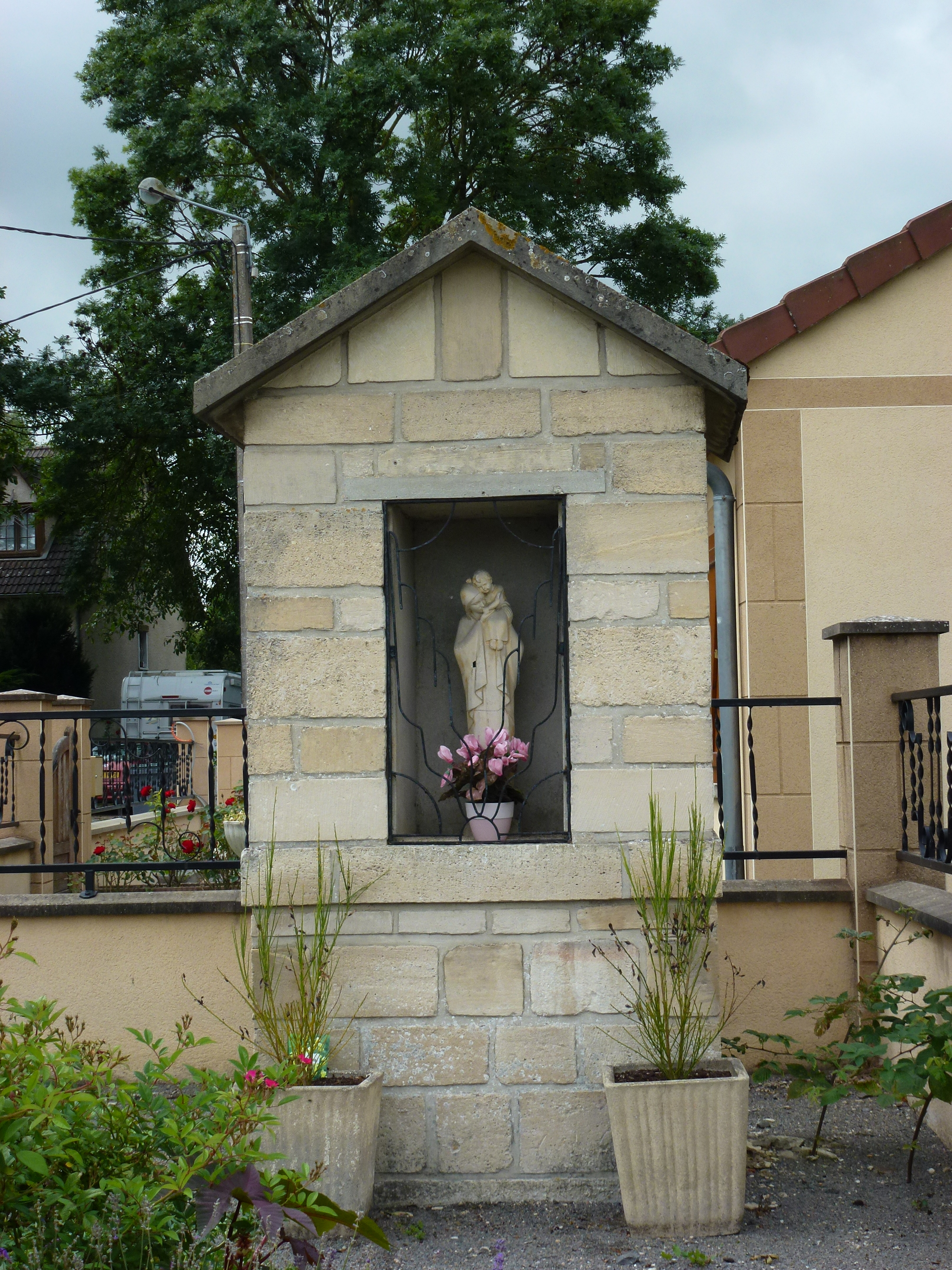
Часовня-ораторий